# (8758) Perdix
(8758) Perdix ist ein Asteroid des äußeren Hauptgürtels, der am 24. September 1960 von dem niederländischen Astronomenehepaar Cornelis Johannes van Houten und Ingrid van Houten-Groeneveld entdeckt wurde. Die Entdeckung geschah im Rahmen des Palomar-Leiden-Surveys, bei dem von Tom Gehrels mit dem 120-cm-Oschin-Schmidt-Teleskop des Palomar-Observatoriums aufgenommene Feldplatten an der Universität Leiden durchmustert wurden.
Der Asteroid gehört zur Hygiea-Familie, einer eher älteren Gruppe von Asteroiden, wie vermutet wird, deren größtes Mitglied der Asteroid (10) Hygiea ist.
Die zeitlosen (nichtoskulierenden) Bahnelemente von (8758) Perdix sind fast identisch mit denjenigen von elf kleineren (wenn man von der Absoluten Helligkeit von 14,2, 14,2, 14,4, 15,0, 15,1, 15,3, 15,2, 15,9, 15,5, 15,9 und 16,1 gegenüber 13,9 ausgeht) Asteroiden (73500) 2002 RK57, (79161) 1993 FW19, (100663) 1997 WN30, (143522) 2003 EG13, (161216) 2002 VR6, (191999) 2005 XG64, (192205) 2007 JJ27, (280007) 2001 US201, (293556) 2007 HV37, (302430) 2002 CL303 und (314590) 2006 AZ18.
(8758) Perdix wurde am 2. Februar 1999 nach dem Rebhuhn benannt, dessen wissenschaftlicher Name Perdix perdix lautet. Zum Zeitpunkt der Benennung des Asteroiden befand sich das Rebhuhn auf der niederländischen und europäischen Roten Liste gefährdeter Arten.